# Jarzmianka większa

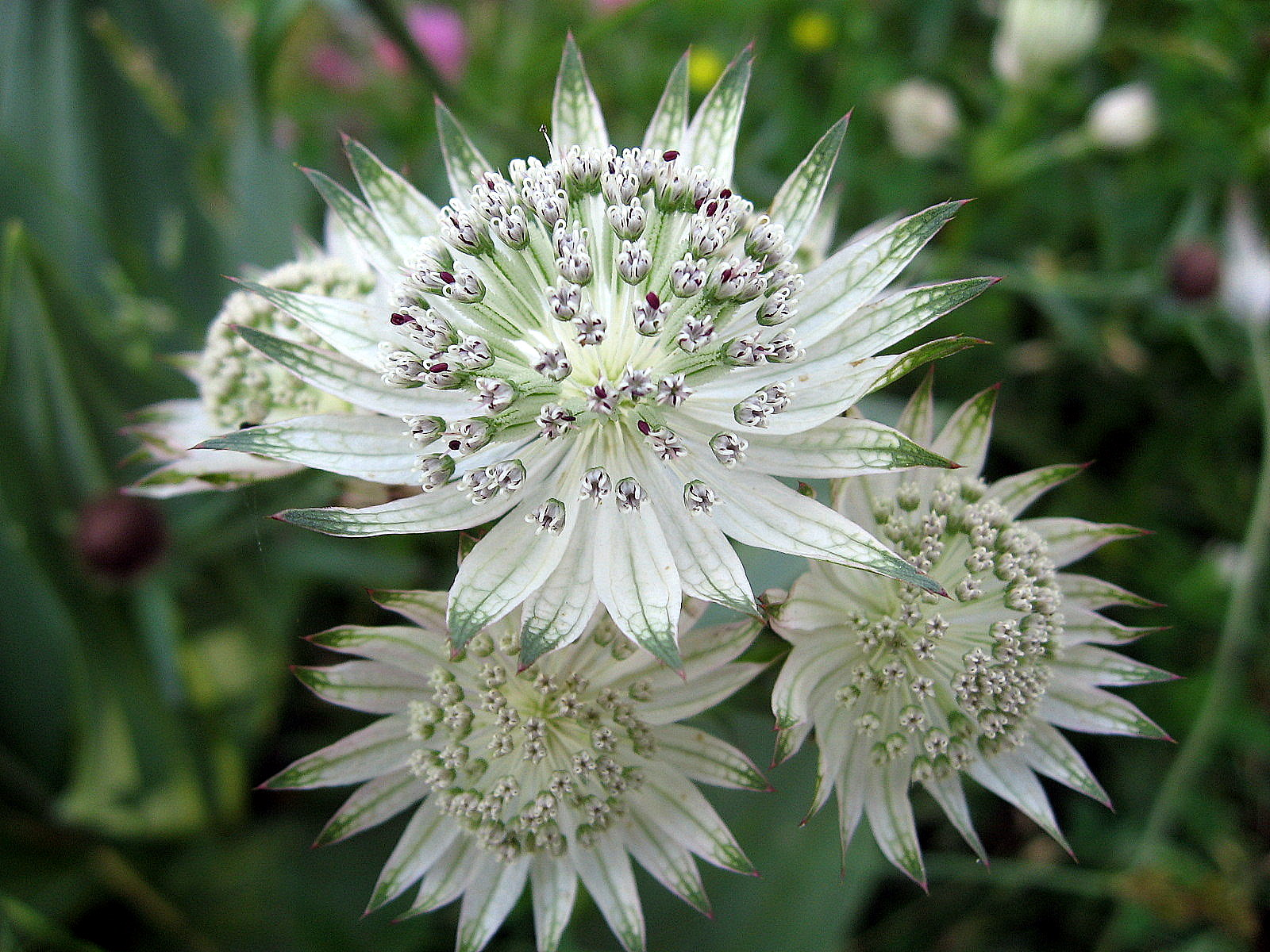
Kwiatostan

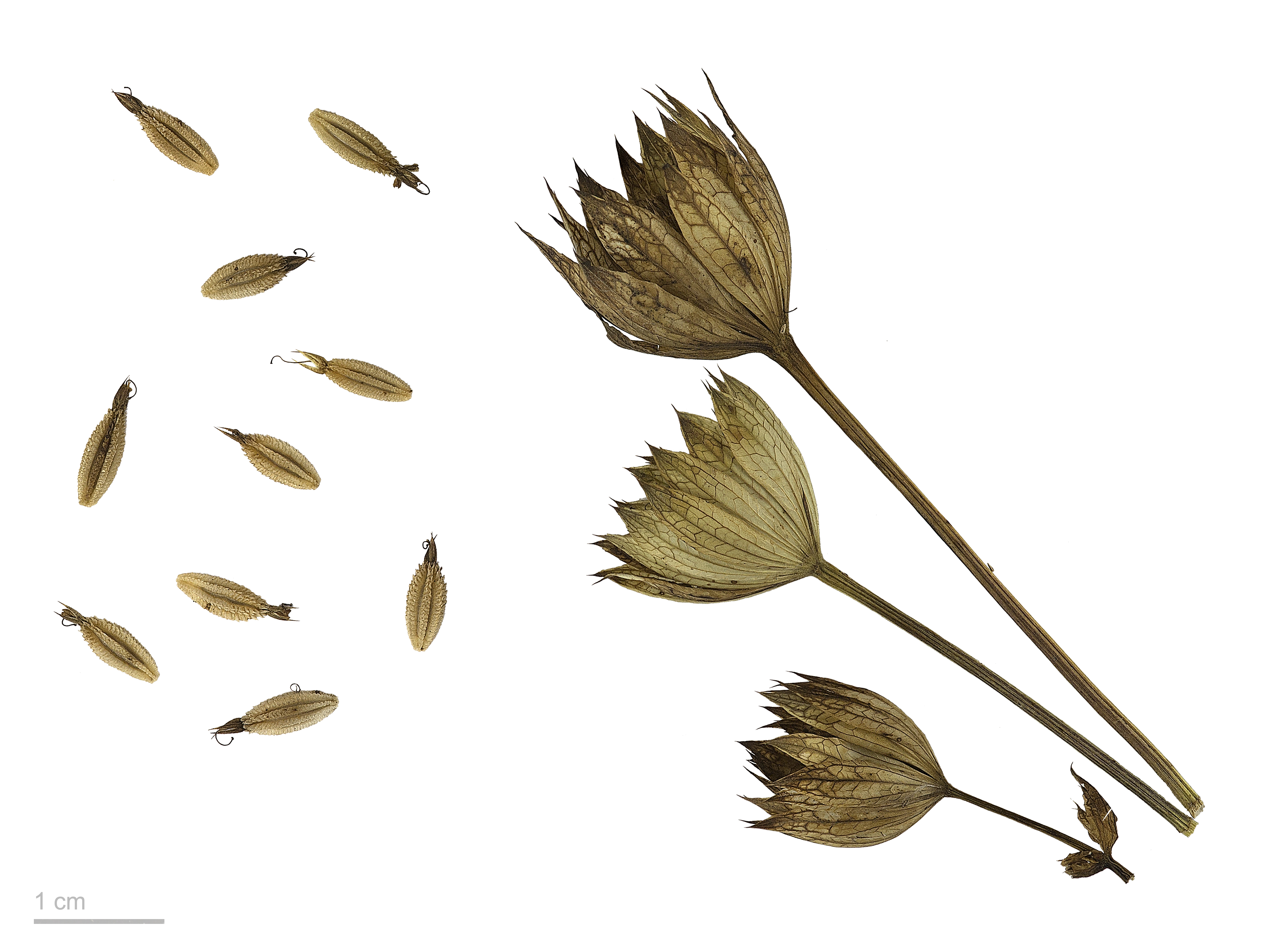
Owoce

Jarzmianka większa (Astrantia major L.) – gatunek rośliny z rodziny selerowatych (Apiaceae). Występuje w południowej i środkowej Europie, głównie w górach. W Polsce jako gatunek rodzimy rośnie na południu.

## Rozmieszczenie geograficzne
Występuje w południowej i środkowej Europie, głównie na obszarach górskich na obszarze od Hiszpanii po Kaukaz; na północy sięgając do Francji, Niemiec, Polski i Białorusi. Introdukowana została do Belgii, na Wyspy Brytyjskie, do Danii, na Półwysep Skandynawski i północno-zachodniej europejskiej części Rosji.
W Polsce gatunek jest rozpowszechniony na południu, zwłaszcza na pogórzu i w pasie wyżyn, z licznymi stanowiskami sięgającymi po linię: Gorzów Wielkopolski – Bydgoszcz – Warszawa i bardzo rozproszonymi dalej na północy – w rejonie Tucholi, Gdańska, Wysoczyzny Elbląskiej i Pojezierza Mazurskiego.

## Morfologia
PokrójRoślina zielna z ukośnym, drewniejącym, walcowatym kłączem pokrytym czarnymi włóknami. Wyrastają z niego pojedyncze lub słabo rozgałęzione łodygi, wzniesione i osiągające zwykle do 80 cm (rzadko do 150 cm), nagie, obłe na przekroju.
LiścieUlistnienie skrętoległe. Liście głównie odziomkowe; liście łodygowe nieliczne i mniejsze. Liście odziomkowe są przy tym długoogonkowe, a łodygowe siedzące. Blaszki w obu wypadkach są nagie i palczasto wcinane, o odcinkach odwrotnie jajowatych i wrębnych, na brzegach ząbkowanych.
KwiatyKwiatostan złożony – kwiaty zebrane w baldaszki, a te z kolei w nieregularne grono złożone. Poszczególne baldaszki wyglądem przypominają pojedynczy kwiat – drobne kwiaty otoczone są okazałymi, białawymi lub czerwonymi pokrywkami. Baldaszki osiągają do 4,5 cm średnicy i 2 cm wysokości. Pokrywki są zwarte, lancetowate, zaostrzone, całobrzegie lub ząbkowane. Kwiaty w baldaszkach są liczne, częściowo męskie, a częściowo obupłciowe. Korona kwiatów złożona z 5 białych, lub różowawych płatków odwrotnie jajowatych lub sercowatych, na wierzchołku wyciętych z łatką zagiętą do środka. Kielich z działkami szydlastymi lub wąskolancetowatymi o długości od 1,5 do 3 mm.
OwoceRozłupki walcowate, na przekroju półkoliste lub 5-kątne, o długości 4–6 mm, osadzone na szypułkach nieco dłuższych od owoców. Owoce są pokryte żeberkami, na których znajdują się łuskowate wyrostki pęchcerzykowate.

## Biologia i ekologia
RozwójBylina, hemikryptofit. Przedprątne, owadopylne kwiaty kwitną od lipca do sierpnia.
SiedliskoRośnie w lasach liściastych, zaroślach, ziołoroślach, na łąkach. W górach rośnie od regla dolnego po piętro kosówki, rzadko można ją spotkać także w piętrze halnym. Występuje zarówno na podłożu wapiennym, jak i granitowym.
FitosocjologiaGatunek charakterystyczny dla rzędu (O.) Fagetalia i Ass. Astrantio-Fraxinetum.
GenetykaLiczba chromosomów 2n= 28.

## Zmienność
Wyróżnianych jest 5 podgatunków:
- Astrantia major subsp. apenninica Wörz
- Astrantia major subsp. carinthiaca (Hoppe ex W.D.J.Koch) Arcang.
- Astrantia major subsp. elatior (Friv.) K.Malý
- Astrantia major subsp. major
- Astrantia major subsp. pyrenaica Wörz

## Zastosowanie
Jest uprawiana czasami jako roślina ozdobna, zwłaszcza w parkach. Szczególnie nadaje się na rabaty, oraz do kompozycji z innymi roślinami. Dobrze rośnie w półcienistych miejscach. Wymaga stale wilgotnej gleby. Oprócz typowej formy istnieją bardziej ozdobne kultywary, np.: 'Rosea' o różowych kwiatach, 'Sunningdale Variegated' o liściach dużych, żółto i kremowo kropkowanych i różowych kwiatach.